# Pierre Morel (diplomate)
Pour les articles homonymes, voir Pierre Morel et Morel.
Pierre Morel, né le 27 juin 1944 à Romans-sur-Isère, est un diplomate français.

## Biographie

### Formation
Après avoir obtenu une licence de droit puis un diplôme de l'Institut d'études politiques de Paris, Pierre Morel est élève de l'École nationale d'administration (ENA) dans la promotion « Thomas More », de 1969 à 1971.

### Carrière diplomatique
À sa sortie de l'ENA, Pierre Morel entre dans la carrière diplomatique comme secrétaire des Affaires étrangères. En 1976, il rejoint Moscou comme premier secrétaire de l'ambassade, puis deuxième conseiller en 1978.
En 1979, il revient à Paris comme chargé de mission au secrétariat général pour les Affaires européennes puis en tant que chargé de mission puis conseiller technique à la Présidence de la République de 1981 à 1985. Il est ensuite directeur des Affaires politiques du ministère des Affaires étrangères.
De 1986 à 1990, il est ambassadeur de France à la Conférence du désarmement à Genève. Nommé conseiller diplomatique du président de la République François Mitterrand en 1991, il est nommé en juin 1992 ambassadeur de France à Moscou où il demeure quatre ans, période pendant laquelle il est également accrédité auprès du Kirghizistan, de la Moldavie, ainsi qu'au Tadjikistan et au Turkménistan. En septembre 1996, il quitte la capitale russe pour rejoindre Pékin comme ambassadeur en République populaire de Chine. En 2002, il termine sa carrière comme ambassadeur près le Saint-Siège à Rome jusqu'en 2006. 
De 2006 à 2012, il est détaché auprès de l'Union européenne en qualité de représentant spécial pour l'Asie centrale et en complément représentant spécial de l'Union européenne pour la crise en Géorgie entre 2008 et 2011.

### Autres fonctions
En 2010, il devient président du Centre culturel de la Chartreuse de Villeneuve-lès-Avignon et deux ans plus tard, directeur de l'Observatoire Pharos dont l'objectif est de contribuer au pluralisme des cultures et des religions.
En 2018, il fait partie du comité organisé pour le centenaire d’Alexandre Soljenitsyne, à la mairie du 5e arrondissement de Paris, du 20 novembre 2018 au 8 janvier 2019. Ce comité et ce centenaire susciteront des critiques pour avoir été récupéré par l'extrême droite française et La Manif pour tous.

## Distinctions honorifiques
- Commandeur de la Légion d'honneur (2021)[6]
- Commandeur de l'ordre national du Mérite[7]
- Grand-croix de l'ordre de Pie IX[7]
- Grand-croix de l'ordre pro Merito Melitensi[8]
- Ordre de Saint-Michel et Saint-Georges
- Croix de commandeur de l'ordre du Mérite
- Chevalier de l'ordre d'Orange Nassau.